# Prosopocera alluaudi
Prosopocera alluaudi là một loài bọ cánh cứng trong họ Cerambycidae.